# 伴野氏
伴野氏（とものし）は、日本の武家。清和源氏（河内源氏の庶流甲斐源氏）の流れをくむ小笠原氏の庶流。

## 歴史

### 鎌倉時代
鎌倉時代に、小笠原長清の六男時長が信濃国佐久郡伴野荘の地頭職を相続し、土着したのが起源とされる。当初は野沢郷に城館を置いた。2代時直の頃には、一遍が伴野荘を訪れている。
弘安2年（1279年）、伴野時直が金台寺（長野県佐久市）を創建した。
建仁3年（1203年）9月、比企能員の変で源頼家の側近であった宗家の小笠原長経が失脚し、伴野氏が小笠原氏一門の嫡家となった。弘安8年（1285年）の霜月騒動では、3代伴野長泰をはじめ一族の多くが、姻戚の安達泰盛に連座して没落し、伴野荘も北条氏に没収され、小笠原氏の嫡家は六波羅評定衆小笠原長政の子・小笠原長氏に移った。長泰の三男の伴野泰房は安達氏の旧領三河国に逃れ、その子孫が幡豆小笠原氏の祖となった。
一方、信濃に残った一族は建武の新政を機に再起を図り、5代伴野長房らが足利尊氏に与して活躍した。

### 室町時代
室町時代初期には伴野荘の地頭職を巡って領家の大徳寺と争った。6代伴野長信は明徳3年（1392年）に3代将軍・足利義満の相国寺落慶供養の先陣髄兵を務めている。寛正4年（1463年）には在京して奉公衆を務めた貞棟が上総介の受領名を望み、室町幕府に進物を送り参上した（『蜷川親元日記』）。先代の上総介も永享年間に太刀や馬を進上している。

### 戦国時代
文明年間（1469年-1487年）ころに、同族の大井氏と所領をめぐって争い、伴野光利の代に前山城 (信濃国)を築いて野沢から本拠地を移した。文明11年（1491年）、伴野光信が大井政朝を生け捕りとした。
永正6年（1506年）には10代将軍・足利義尹が関東管領上杉顕定に命じて、小笠原貞慶と大井行満の争いを停止させている。
大永元年（1521年）に伴野貞祥が叔父の僧節香徳忠を開山として貞祥寺を開基した。その後、享禄3年（1530年）小笠原貞慶は、蓮華定院を伴野氏一族や領民の高野山詣の際の宿坊に定めているが、これは大井氏や海野氏など、他の東信濃の武家も同様であった。
大永7年（1527年）には伴野光信が大井氏に敗れ、甲斐国の武田信虎を頼った。
この頃には本家の前山伴野氏（伴野光信）に対し、分家の野沢伴野氏（伴野信是）が台頭した。
文明16年（1484年）には両家が争ったが、前山伴野氏は天文9年（1540年）、野沢伴野氏は同18年（1549年）にそれぞれ武田氏に臣従し、武田氏が信濃侵攻を開始すると、先方衆（信濃先方衆）として活躍した。永禄10年（1567年）の生島足島神社起請文には野沢伴野氏の当主伴野信是らのものが残されている。
天正2年（1575年）に、伴野半左衛門が玄室和尚を招いて、慈恩院 (豊丘村)を中興した。

### 安土桃山時代
天正10年（1583年）の甲州征伐にて主家の甲州武田家が滅ぶ。続く同年の天正壬午の乱では後北条氏に与したため、徳川氏方の依田信蕃に攻められ、前山伴野氏の当主伴野信守が討死した。その子・伴野貞長は佐久郡相木で挙兵したが、小諸城主の依田康国と戦い、同郡白岩で敗死し、嫡流の前山伴野氏は滅亡した。
主家の甲州武田家が滅び、前山伴野氏が滅びたため、伴野氏は諸流に移る。

### 江戸時代
江戸時代には、伴野時長の六世孫の伴野貞元を祖とする庶流の伴野貞政が、武田氏の遺臣として徳川家康から旗本に取り立てられてた。伴野貞政の弟、伴野貞秀、伴野貞輝も旗本として別家を興した。
また、八王子千人同心の千人頭十家の内、一家となった志村貞盈の一族が伴野氏諸流を称して、江戸時代を通して旗本として仕えた。家紋は丸に一の字。